# Klokkevintergrøn
Klokke-vintergrøn (Pyrola media) er en 10-25 cm høj, stedsegrøn urt der vokser på fattig jord, i Danmark typisk sandet jord. Den er sjælden i Danmark. I Norge, Sverige og Finland er den mere udbredt, men ikke almindelig - med undtagelse af Skåne, hvor den også er sjælden.

## Beskrivelse
Klokke-vintergrøn er en lille plante med en roset af runde, let læderagtige, stedsegrønne blade. Fra midten af rosetten står en blomsterstilk med en klase af få, små, hvide klokkeformede blomster. Den rødlige eller gullige griffel er lidt længere end kronbladene, og da klokken kun er delvist åben stikker griflen ud af klokken. Den blomstrer i Danmark i juni-juli.
Roden er en jordstængel, der vokser meget langsomt.
Højde x bredde og årlig tilvækst: 25 x 15 cm (højden er inklusiv blomsterstilk).

## Udbredelse
Klokke-Vintergrøn er sjælden i Danmark, hvor den vokser på fugtig åben bund, mosrig bund i nåle- og birkeskove og i skovbryn og krat. Den forekommer kun på Sjælland, i Vest- og Nordjylland og på Bornholm.
Den er mindre sjælden i de andre nordiske lande (undtagen Island hvor den mangler). Globalt forekommer arten desuden i boreal skov omkring Østersøen (Norden, Polen, Baltikum) samt i det vestlige Rusland.

## Økologi
Forekomster af Vintergrøn er ofte meget lokale. De kan forekomme i større bestande i et lille område og mangle helt i naboområder. Vintergrøn er afhængig af mykorrhiza (samliv med en svamp).
| Portal | Portal:Botanik |